# Колышово
Колышово — деревня в Перемышльском районе Калужской области, в составе муниципального образования Сельское поселение «Деревня Погореловка».

## География
Расположена на берегу безымянного озера, в 14 километрах на запад от районного центра — села Перемышль. Рядом деревни Ждановка и Погореловка.

## Население
| 2002 | 2010 |
| ---- | ---- |
| 4    | ↗5   |

## История
В атласе Калужского наместничества, изданного в 1782 году, — Колышово обозначено на карте как сельцо Перемышльского уезда при 10 дворах и по ревизии душ — 106.

Сельцо Колышево Апочинково тож, Елизаветы Тимофеевой дочери Лихаревой, Ивана Тимофеева, Антона Герасимова детей Астафьевых. По обе стороны речкм малой Воробьевки и безымянного отвершка, Два дома господские деревянные с плодовитыми садами, земля иловатая, хлеб и трава родится [по]средственно, крестьяне на пашне.— Описания и алфавиты к Калужскому атласу
В 1858 году сельцо (вл.) Колышово 1-го стана Перемышльского уезда, при речке Воробьевке, 19 дворах, население 118 человек — по правую сторону почтового Киевского тракта.
К 1914 году Колышово — деревня Рыченской волости Перемышльского уезда Калужской губернии. В 1913 году население 194 человека.
В годы Великой Отечественной войны деревня была оккупирована войсками Нацистской Германии с 8 октября по 26 декабря 1941 года. Освобождена в ходе Калужской наступательной операции частями 50-й армии генерал-лейтенанта И. В. Болдина.